# Mudaria conspicua
Mudaria conspicua là một loài bướm đêm trong họ Noctuidae.